# Ras El Agba
Ras El Agba (în arabă راس العقبة) este o comună din provincia Guelma, Algeria.
Populația comunei este de 2.699 de locuitori (2008).